# 데이브 모리스

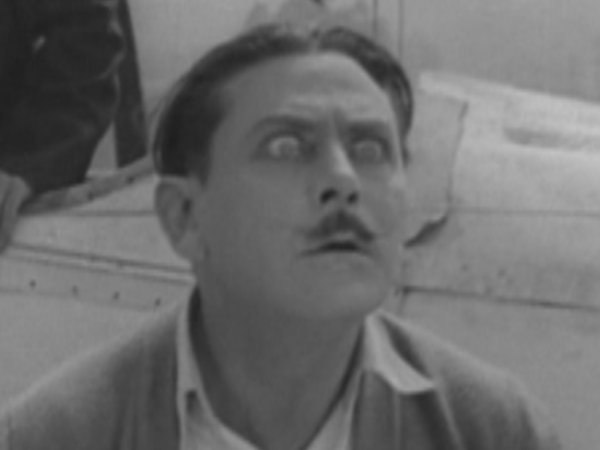

데이브 모리스(Dave Morris, 1884년 6월 7일 ~ 1955년 11월 27일)는 미국의 배우, 영화배우이다.
시카고에서 태어났으며 로스앤젤레스에서 사망하였다. 사인은 질병이다.

## 영화
- 거짓 편지 (1948년)
- 쇼킹 미스 필그림 (1947년)
- 그리니치 빌리지 (1944년)
- 늪지의 물 (1941년)
- 릴리언 러셀 (1940년)
- 링컨 (1939년)